# Берта (одежда)
Бе́рта — пышная отделка в виде накладной ленты, кружев или оборки декорированной ткани, обрамлявшая низкий вырез женского декольтированного платья. Название детали женского гардероба происходит от популярного в Средние века европейского женского имени.
Берта как деталь женского платья появилась в Европе в XVI веке. В России берты были особенно популярны в 1840—1860-х годах, преимущественно в отделке бальных платьев. Позднее бертой стали обозначать любые съёмные воротники или оборки по вырезу женского платья.